# Poul Lynggaard Damgaard
Poul Lynggaard Damgaard (født 24. december 1977 i Randers) er en dansk digter og forfatter.
Han er medlem af Dansk Forfatterforening, Danske Skønlitterære Forfattere og Dansk PEN. Han er opvokset i Odder, men bor nu i Aarhus. Han debuterede i 2013 med Boks Sepia og har siden udgivet flere digtsamlinger. Publiceret i tidsskriftet Hvedekorn siden 2015.
Poul Lynggaard Damgaard er som formand for Lyrikstyrelsen, Dansk Forfatterforening 2021-2022 stifter og medstifter af Prins Henrik Poesiprisen.
I digtsamlingen Figurativ uniform (2016) gør digterjeget sig tanker om en fremmed, som denne forestiller sig har rejst over havet fra et andet kontinent.
Han optræder på internationale poesifestivaller, hvor første udenlandske deltagelse var “Ditët e Naimit” (21. udgave, 2017), Tetovë/Pogradec, Makedonien. Hans digte er oversat til bl.a. albansk, bosnisk, catalansk, slovensk og bulgarsk. Han er tildelt en pris, "Lyre of Orpheus", for digtet "Kære by" ved The international festival of poetry -Orpheus, 2018.
Digtet "Kære By" er på dansk udgivet af "365 tekster - Atlas over Aarhus", hvor det 2017-2019 var synligt i byrummet.
Blandt de seneste udgivelser er digtsamlingen Vi bærer hinanden som frakker fra 2019 udgivet på Forlaget Ravnerock.

## Udgivelser
- Boks Sepia, digte, 2013
- Disk Habitat, digte, 2014
- Stedets omvendte beklædning, digte, 2015
- Figurativ uniform, digte, 2016
- Vi bærer hinanden som frakker, digte, 2019
- Rejsens farver, digte, 2020
- Tid mellem kronblade, digte, 2022
- Song of walls, digte, 2023
- Hjelm, digte, Forlaget Hanklit, 2023
- Digte i udvalg 2013 - 2023. Vinger før de bliver til hænder, digte, 2023 [5]
- Stilladset i Padova, digte, 2025
- Fredløs i øjeblikket, digte, 2025